# Communauté de communes du Trait-Yainville
La communauté de communes du Trait-Yainville (COMTRY) est une ancienne communauté de communes française, située dans le département de la Seine-Maritime et la région Haute-Normandie.
Le 1er janvier 2010, la communauté de communes du Trait-Yainville a fusionné avec trois autres structures intercommunales pour former la communauté d'agglomération Rouen-Elbeuf-Austreberthe (CREA).

## Histoire
(mars 2010).
La communauté de communes du Trait-Yainville (COMTRY) a été créée le 1er janvier 2005.
- 18 juin 2007 : le conseil municipal de Saint-Wandrille-Rançon s'oppose à l'adhésion de la commune à la future communauté de communes Caux vallée de Seine.
- 30 juillet 2007 : le conseil municipal de Saint-Wandrille-Rançon émet le souhait d'adhérer à la COMTRY.
- 1er janvier 2008 : la commune de Saint-Wandrille-Rançon adhère finalement à la communauté de communes Caux vallée de Seine.
- 1er janvier 2010, la communauté de communes du Trait-Yainville a fusionné avec l'Agglomération de Rouen pour former la CREA. En 2015, la CREA devient la Métropole Rouen Normandie.

## Administration

### Communes adhérentes
Elle regroupe 2 communes :
| Commune    | Population (2009) | Superficie | Densité      | Date d'adhésion | Délégués |
| ---------- | ----------------- | ---------- | ------------ | --------------- | -------- |
| Le Trait   | 5 305 hab.        | 17,52 km2  | 303 hab./km2 | 2005            |          |
| Yainville  | 1 123 hab.        | 3,31 km2   | 339 hab./km2 | 2005            |          |
| 2 communes | 6 428 hab.        | 20,83 km2  | 309 hab./km2 | --              |          |

### Administration
La COMTRY était présidée par Jean-Marie Aline, maire du Trait.